# 367
El 367 (CCCLXVII) fou un any comú començat en dilluns del calendari julià.

## Esdeveniments
- Llista de llibres oficials del Nou Testament ordenada per Sant Anastasi.
- S'inicia la construcció a Britànnia del fossat defensiu de Bokerley Dyke.[1]

## Necrològiques

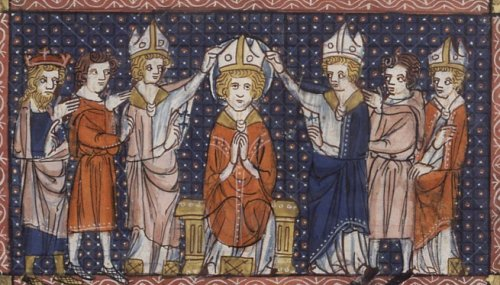
Saint Hilary of Poitiers

- 13 de gener – Hilari de Poitiers, bisbe i sant (b. c. 315)[2]